# Giro de Lombardía 2023
La 117.ª edición del Giro de Lombardía (oficialmente: Il Lombardia), quinto y último monumento de ciclismo de la temporada, se celebró el 7 de octubre de 2023 sobre una distancia de 238 kilómetros con inicio en la ciudad de Como y final en la ciudad de Bérgamo en Italia.
La carrera formó parte del UCI WorldTour 2023, siendo la trigésima cuarta competición del calendario de máxima categoría mundial, y fue ganada por el esloveno Tadej Pogačar del UAE Emirates. Completaron el podio, como segundo y tercer clasificado respectivamente, el italiano Andrea Bagioli del Soudal Quick-Step y el también esloveno Primož Roglič del Jumbo-Visma.

## Equipos participantes
Tomaron parte en la carrera un total de 25 equipos, de los cuales asistieron por derecho propio los 18 equipos de categoría UCI WorldTeam y 7 equipos de categoría UCI ProTeam invitados por la organización, quienes conformaron un pelotón de 175 ciclistas de los cuales finalizaron 122. Los equipos participantes fueron:
| WorldTeams (18)- AG2R Citroën Team - Alpecin-Deceuninck - Astana Qazaqstan Team - Bahrain Victorious - Bora-Hansgrohe - Cofidis - EF Education-EasyPost - Groupama-FDJ - Ineos Grenadiers - Intermarché-Circus-Wanty - Jumbo-Visma - Lidl-Trek - Movistar Team - Soudal Quick-Step - Arkéa-Samsic - Team DSM-Firmenich - Team Jayco AlUla - UAE Team Emirates ProTeams (7)- Eolo-Kometa - Green Project-Bardiani CSF-Faizanè - Israel-Premier Tech - Lotto Dstny - Q36.5 Pro Cycling Team - TotalEnergies - Tudor Pro Cycling Team |
| |

## Clasificación final
La clasificación finalizó de la siguiente forma:
| \| Clasificación general \| Clasificación general \| Clasificación general \| Clasificación general \| Clasificación general \| \| Ciclista \| Ciclista \| Equipo \| Tiempo \| \| \| --------------------- \| --------------------- \| ------------------------ \| --------------------- \| --------------------- \| \| 1.º \| Tadej Pogačar \| UAE Team Emirates \| 5 h 55 min 33 s \| \| \| 2.º \| Andrea Bagioli \| Soudal Quick-Step \| + 52 s \| \| \| 3.º \| Primož Roglič \| Jumbo-Visma \| + 52 s \| \| \| 4.º \| Aleksandr Vlásov \| Bora-Hansgrohe \| + 52 s \| \| \| 5.º \| Simon Yates \| Team Jayco AlUla \| + 52 s \| \| \| 6.º \| Adam Yates \| UAE Team Emirates \| + 52 s \| \| \| 7.º \| Carlos Rodríguez \| Ineos Grenadiers \| + 52 s \| \| \| 8.º \| Richard Carapaz \| EF Education-EasyPost \| + 1 min 06 s \| \| \| 9.º \| Remco Evenepoel \| Soudal Quick-Step \| + 1 min 26 s \| \| \| 10.º \| Andreas Kron \| Lotto Dstny \| + 1 min 26 s \| \| \| 11.º \| Romain Bardet \| Team DSM-Firmenich \| + 1 min 26 s \| \| \| 12.º \| Michael Woods \| Israel-Premier Tech \| + 1 min 26 s \| \| \| 13.º \| Rui Alberto Costa \| Intermarché-Circus-Wanty \| + 1 min 26 s \| \| \| 14.º \| Maxim Van Gils \| Lotto Dstny \| + 1 min 30 s \| \| \| 15.º \| Nick Schultz \| Israel-Premier Tech \| + 1 min 50 s \| \| \| 16.º \| Clément Berthet \| AG2R Citroën Team \| + 1 min 50 s \| \| \| 17.º \| Chris Harper \| Team Jayco AlUla \| + 1 min 50 s \| \| \| 18.º \| Lorenzo Fortunato \| Eolo-Kometa \| + 1 min 50 s \| \| \| 19.º \| Marc Hirschi \| UAE Team Emirates \| + 2 min 08 s \| \| \| 20.º \| Fausto Masnada \| Soudal Quick-Step \| + 2 min 10 s \| \| |                   |                          |                 |
| |                   |                          |                 |
| Fuente: ProCyclingStats |                   |                          |                 |
| Clasificación general |                   |                          |                 |
| Ciclista | Ciclista          | Equipo                   | Tiempo          |
| 1.º | Tadej Pogačar     | UAE Team Emirates        | 5 h 55 min 33 s |
| 2.º | Andrea Bagioli    | Soudal Quick-Step        | + 52 s          |
| 3.º | Primož Roglič     | Jumbo-Visma              | + 52 s          |
| 4.º | Aleksandr Vlásov  | Bora-Hansgrohe           | + 52 s          |
| 5.º | Simon Yates       | Team Jayco AlUla         | + 52 s          |
| 6.º | Adam Yates        | UAE Team Emirates        | + 52 s          |
| 7.º | Carlos Rodríguez  | Ineos Grenadiers         | + 52 s          |
| 8.º | Richard Carapaz   | EF Education-EasyPost    | + 1 min 06 s    |
| 9.º | Remco Evenepoel   | Soudal Quick-Step        | + 1 min 26 s    |
| 10.º | Andreas Kron      | Lotto Dstny              | + 1 min 26 s    |
| 11.º | Romain Bardet     | Team DSM-Firmenich       | + 1 min 26 s    |
| 12.º | Michael Woods     | Israel-Premier Tech      | + 1 min 26 s    |
| 13.º | Rui Alberto Costa | Intermarché-Circus-Wanty | + 1 min 26 s    |
| 14.º | Maxim Van Gils    | Lotto Dstny              | + 1 min 30 s    |
| 15.º | Nick Schultz      | Israel-Premier Tech      | + 1 min 50 s    |
| 16.º | Clément Berthet   | AG2R Citroën Team        | + 1 min 50 s    |
| 17.º | Chris Harper      | Team Jayco AlUla         | + 1 min 50 s    |
| 18.º | Lorenzo Fortunato | Eolo-Kometa              | + 1 min 50 s    |
| 19.º | Marc Hirschi      | UAE Team Emirates        | + 2 min 08 s    |
| 20.º | Fausto Masnada    | Soudal Quick-Step        | + 2 min 10 s    |

## Ciclistas participantes y posiciones finales
Convenciones:
- AB-N: Abandono en la etapa N
- FLT-N: Retiro por llegada fuera del límite de tiempo en la etapa N
- NTS-N: No tomó la salida para la etapa N
- DES-N: Descalificado o expulsado en la etapa N

## UCI World Ranking
El Giro de Lombardía otorgó puntos para el UCI World Ranking para corredores de los equipos en las categorías UCI WorldTeam, UCI ProTeam y Continental. Las siguientes tablas son el baremo de puntuación y los diez corredores que obtuvieron más puntos:
| Posición   | 1.º | 2.º | 3.º | 4.º | 5.º | 6.º | 7.º | 8.º | 9.º | 10.º | 11.º | 12.º | 13.º | 14.º | 15.º | 16.º-20.º | 21.º-30.º | 31.º-50.º | 51.º-55.º | 56.º-60.º |
| Puntuación | 800 | 640 | 520 | 440 | 360 | 280 | 240 | 200 | 160 | 135  | 110  | 95   | 85   | 65   | 55   | 50        | 30        | 15        | 10        | 5         |

| Clasificación |                  |                       |        |
| Posición      | Ciclista         | Equipo                | Puntos |
| ------------- | ---------------- | --------------------- | ------ |
| 1.º           | Tadej Pogačar    | UAE Emirates          | 800    |
| 2.º           | Andrea Bagioli   | Soudal Quick-Step     | 640    |
| 3.º           | Primož Roglič    | Jumbo-Visma           | 520    |
| 4.º           | Aleksandr Vlásov | Bora-Hansgrohe        | 440    |
| 5.º           | Simon Yates      | Jayco AlUla           | 360    |
| 6.º           | Adam Yates       | UAE Emirates          | 280    |
| 7.º           | Carlos Rodríguez | INEOS Grenadiers      | 240    |
| 8.º           | Richard Carapaz  | EF Education-EasyPost | 200    |
| 9.º           | Remco Evenepoel  | Soudal Quick-Step     | 160    |
| 10.º          | Andreas Kron     | Lotto Dstny           | 135    |